# اوشترسباخ
اوشترسباخ (به آلمانی: Ustersbach) یک شهر در آلمان است که در آوگسبورگ واقع شده‌است.